# Презічче
Презічче (італ. Presicce, сиц. Presicce) — муніципалітет в Італії, у регіоні Апулія, провінція Лечче.
Презічче розташоване на відстані близько 540 км на південний схід від Рима, 185 км на південний схід від Барі, 55 км на південь від Лечче.
Населення — 5481 особа (2014).
Щорічний фестиваль відбувається 30 листопада. Покровитель — Андрій Первозваний.

## Демографія
Населення за роками:

Станом на 31 грудня 2014 року в муніципалітеті офіційно проживали 174 іноземці з 25 країн, серед них 91 громадянин країн Євросоюзу та 2 громадяни України.

## Сусідні муніципалітети
- Аккуарика-дель-Капо
- Алессано
- Сальве
- Спеккія
- Удженто